# Sveriges televisions kontorshus

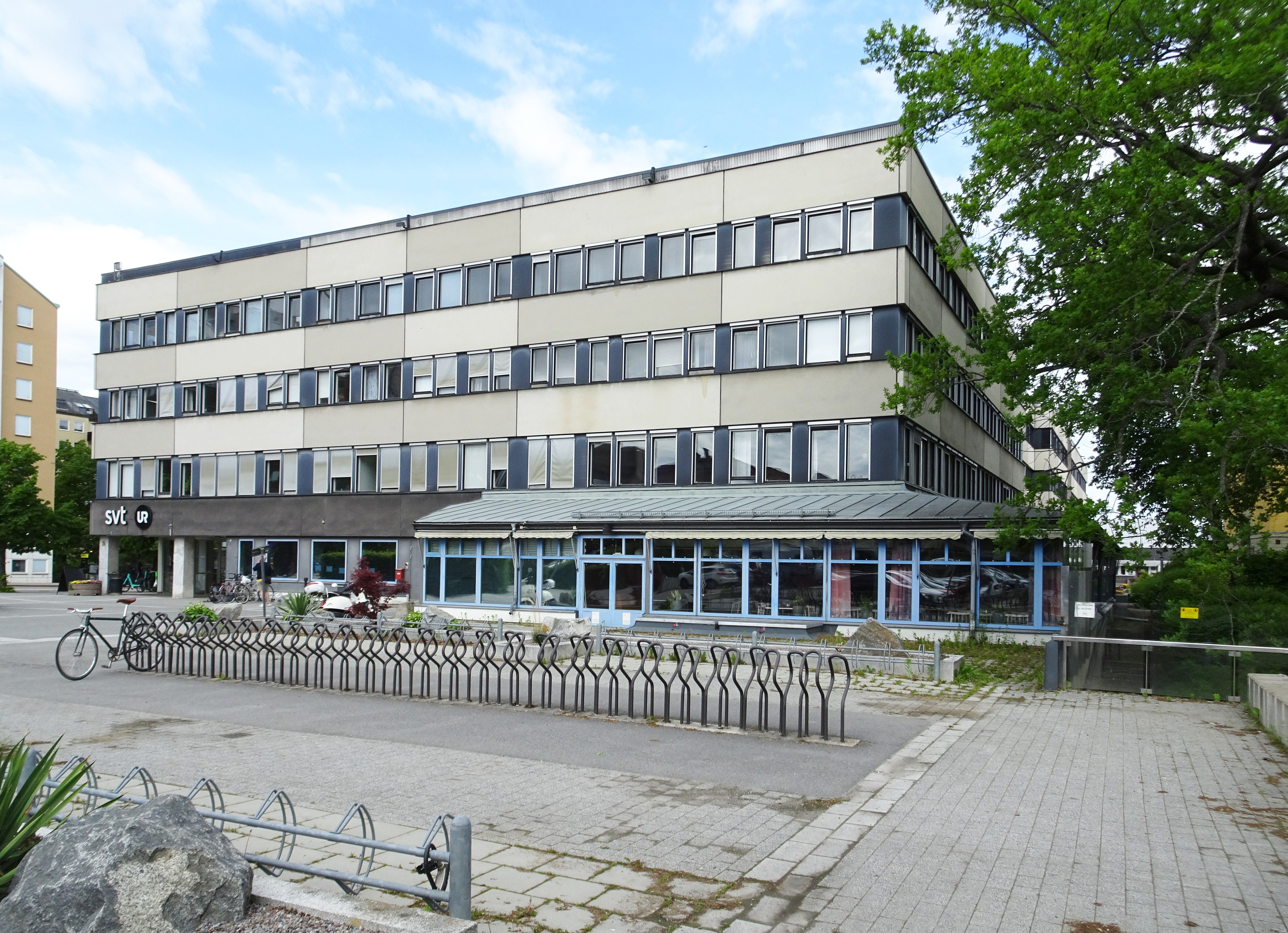
Kontorshuset sett från söder, 2022.

Sveriges televisions kontorshus är en kulturhistoriskt värdefull byggnad i kvarteret Förrådsbacken vid Oxenstiernsgatan 26 på Östermalm i Stockholm. Byggnaden är grönmärkt och bedöms av Stadsmuseet i Stockholm som "särskilt värdefulla från historisk, kulturhistorisk, miljömässig eller konstnärlig synpunkt".

## Byggnadsbeskrivning

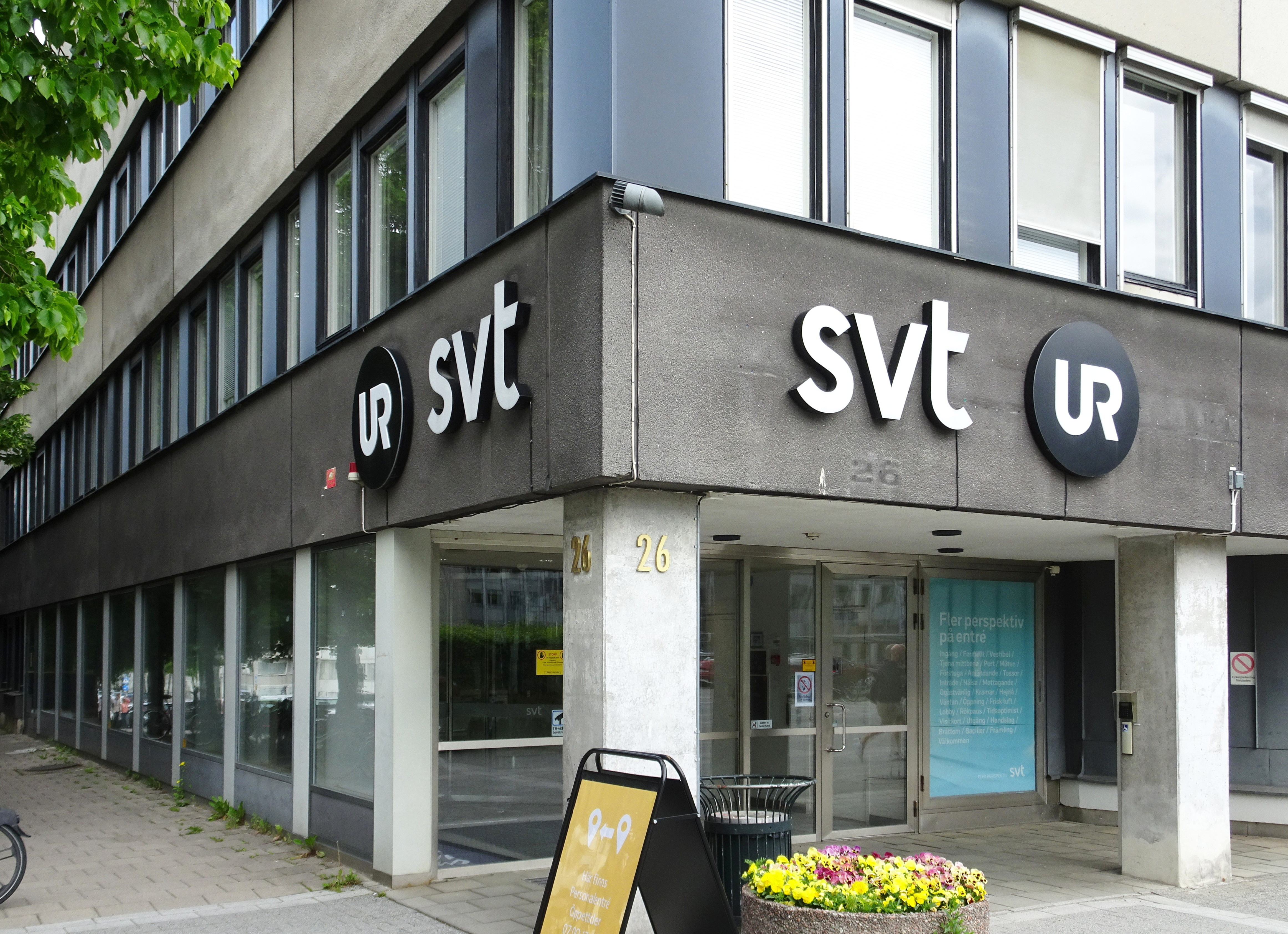
Entré 2022.

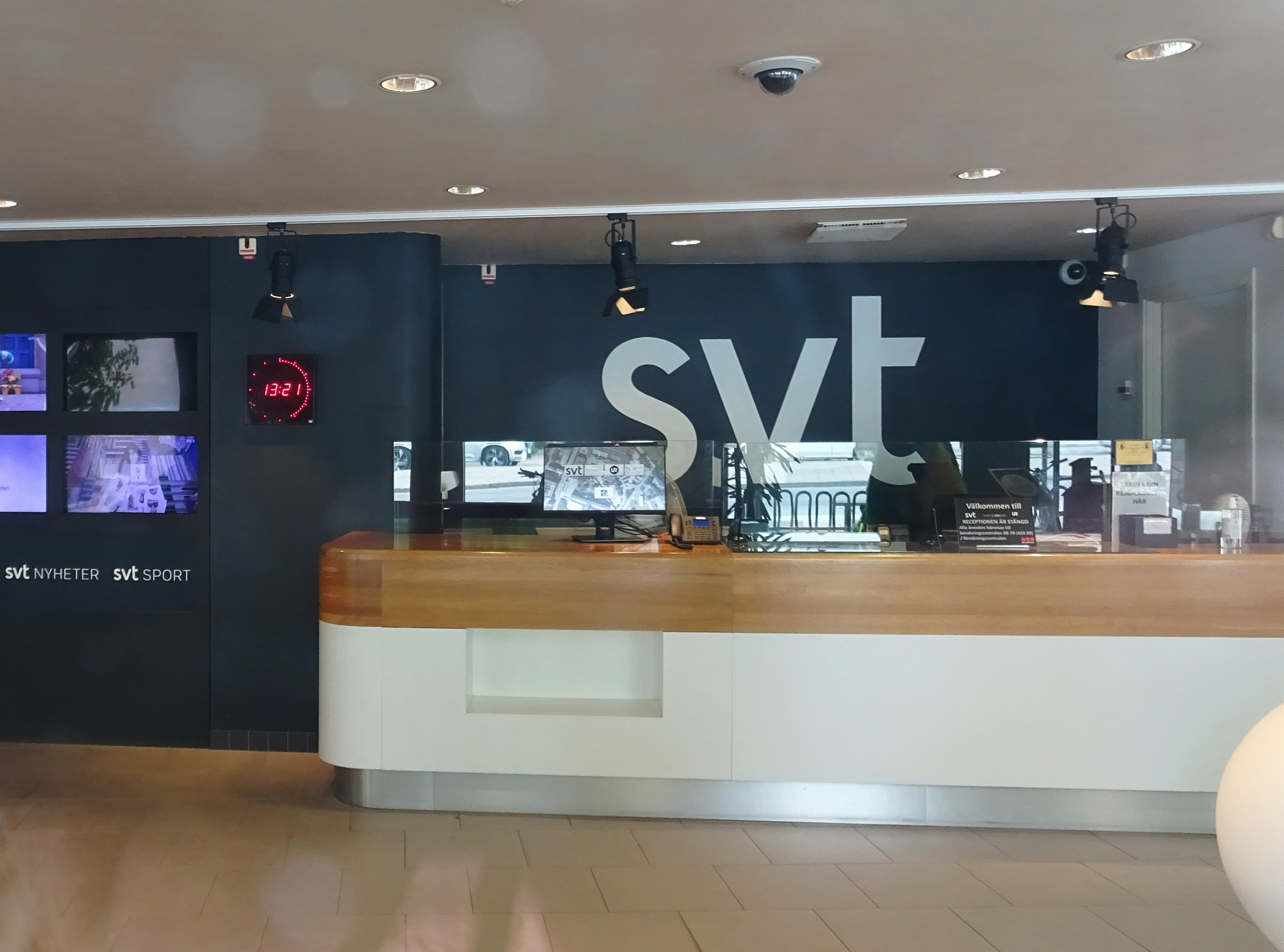
Reception 2022.

Kontorshuset uppfördes mellan 1969 och 1973 i direkt anslutning till TV-huset och var avsett för Sveriges Televisions kontorsverksamhet. Byggherre var Byggnadsstyrelsen som också var beställare för samtliga andra byggnader för Sveriges Radios och Sveriges Televisions verksamhet på Förrådsbacken. För den arkitektoniska utformningen stod Erik Ahnborg vid Vattenbyggnadsbyrån (VBB). 
Kontorshuset har fyra våningar ovan jord och en våningsyta på 20 000 m². Kontorsrummen placerades längs med ytterväggarna som bildar tre överbyggda innergårdar. Fasaderna fick tydlig horisontalverkan genom ljusgrå bröstningselement och fönsterband i gråblå kulör. Huset inrymmer idag (2022) bland annat SVT:s företagsledning och kontorslokaler för Utbildningsradion (UR). Byggnaden är ett civilt skyddsobjekt.
Sveriges televisions ledning har sedan 2012 planer på att sälja Kontorshuset och flytta all verksamhet till TV-huset. Orsaken är att SVT de senaste åren minskat sin personal.